# Episodi di Snowpiercer (quarta stagione)
La quarta e ultima stagione della serie televisiva Snowpiercer è andata in onda negli Stati Uniti sul canale AMC, dal 21 luglio al 22 settembre 2024.
In Italia la stagione è inedita.
| nº | Titolo originale      | Titolo italiano | Prima TV USA      | Pubblicazione Italia |
| -- | --------------------- | --------------- | ----------------- | -------------------- |
| 1  | Snakes in the Garden  |                 | 21 luglio 2024    |                      |
| 2  | The Sting of Survival |                 | 28 luglio 2024    |                      |
| 3  | Life Source           |                 | 4 agosto 2024     |                      |
| 4  | North Star            |                 | 11 agosto 2024    |                      |
| 5  | The Engineer          |                 | 18 agosto 2024    |                      |
| 6  | Bell the Cat          |                 | 25 agosto 2024    |                      |
| 7  | A Moth to a Flame     |                 | 1º settembre 2024 |                      |
| 8  | By Weeping Cross      |                 | 8 settembre 2024  |                      |
| 9  | Dominant Trails       |                 | 15 settembre 2024 |                      |
| 10 | Last Stop             |                 | 22 settembre 2024 |                      |